# Kelemen Attila (politikus)
Kelemen Attila, teljes neve: Kelemen Attila Béla László (Marosvásárhely, 1948. május 4. – 2022. január 8.) sportoló, állatorvos, politikus, parlamenti képviselő. Kelemen Attila orvos fia.

## Tanulmányai, pályakezdés, munkásság
Szülővárosában a Bolyai Farkas Líceumban érettségizett (1966), Kolozsvárt szerzett állatorvosi oklevelet (1971). Mezőpanitban kezdte az állatorvosi szakmát. Szakirodalmi munkássága madarakkal, kutyákkal, az állat-viselkedéstan kérdéseivel, a vadállatok élősködőivel foglalkozó témákat ölel fel; több szaklap (Comunicări de Biologie, Ocrotirea Naturii, Vînătorul și Pescarul Sportiv, Aquila) s a marosvásárhelyi múzeum évkönyve közölte tanulmányait.
Ismeretterjesztő írásokkal, vadásznovellákkal, karcolatokkal a napilapokban és az Új Élet, Igaz Szó, A Hét, Művelődés, valamint a budapesti Nimród és Mozgó Világ hasábjain jelentkezett. Verseit közölte a Fellegvár s az Ötödik Évszak c. antológia (Marosvásárhely, 1980). Önálló kötete: Madaraskönyv (1978).
Fiatal korában sokat sportolt, gyakran országos első helyezést ért el kosárlabdában, fogathajtásban, vadászkutya vezetésben. 1959-61-ig a marosvásárhelyi Hargita sportegyesület úszója volt, 1961-66-ig a Bolyai Líceum kosárlabda-csapatában játszott, 1971-től fogathajtó, majd vadászkutya vezető volt.
Sporteredményei: kosárlabdában ifjúsági Országos Bajnokságon I. helyezett (1965); iskolabajnokságon II. helyezett (1966); ifjúsági Országos Bajnokságon II. helyezett (1979-81); 1965 és 1967 között az országos ifjúsági kosárlabda-válogatott tagja volt. Fogathajtásban Országos Bajnok I. helyezett (kettes fogat); Országos Bajnok I. helyezett (négyes fogat, 1986-88). Vadászkutya-vezető Országos Bajnok I. helyezett (1981-86).

## Munkaállomásai
- 1971–1975 – körzeti főállatorvos Mezőpanitban.
- 1975–1978 – Maros megyei járványtani főorvos.
- 1978–1988 – körzeti főállatorvos Mezőpanitban.
- 1988–1991 – Amerikai Egyesült Államok, New Jersey – Brandon furlong lovakra specializált kórházban sebész szakorvos.
- 1991 – megalakította az Equi-Can állatorvosi rendelőintézetet Marosvásárhelyen.
- 1997-től körzeti főállatorvos Mezőpanitban.
- 1997-től a Román Állatorvosi Kollégium alelnöke (háromszor újraválasztott).
- 2005-ben felvételt nyert a Román Akadémia Mezőgazdasági és Erdőgazdasági tagozatára.

## Politikai aktivitása
- 1991-től részt vállalt a romániai magyarság érdekvédelmét szolgáló Romániai Magyar Demokrata Szövetség munkájában. Előbb a Maros megyei szervezetben, majd 1992-től az országos ügyvezető elnökség intézményén belül, mint mezőgazdasági és vidékfejlesztési ügyekért felelős tisztségviselő tevékenykedett, folyamatosan napirenden tartva az erdélyi magyar társadalom nagy részarányát képező gazdálkodó, vidéki társadalmi réteg problémáit.
- Kezdettől fogva tagja a Szövetségi Képviselők Tanácsának, melyen belül a Novum Forum Sicolorum frakcióját is vezette.
- A Maros megyei RMDSZ-en belül három választási cikluson keresztül a Területi Képviselők Tanácsát elnökként igazgatta.
- 2000-től többször újraválasztva, haláláig a Maros megyei szervezet elnöki feladatát látja el.
- 1996-tól parlamenti képviselő (a 2000-es, 2004-es, 2008-as választások alkalmával újraválasztották).
- 2005 februárjáig az RMDSZ képviselőházi frakciójának az elnöke volt.
- 2005 decemberéig a román parlament helyettesítő delegátusaként részt vett az Európa Tanács közgyűléseinek munkálataiban.
- 2006 decemberéig a román parlament Európai Unió-parlamenti megfigyelőcsoportjának volt a tagja.
- 2007 novemberéig az EU-parlament teljes jogú tagja volt.
- 2007 novemberéig részt vett az EU parlamentjében működő néppárti frakció, valamint a mezőgazdasági és vidékfejlesztési bizottság munkálataiban, ahol koordinátorhelyettessé választották.
- 2008 márciusától ismét részt vesz a román parlament helyettesítő delegátusaként az Európa Tanács közgyűléseinek munkálataiban.
- Parlamenti tevékenysége során mintegy 82 alkalommal szólalt fel plenáris ülés keretében, valamint összesen 72 törvénytervezet szerzője.

## Művei
- Madaraskönyv; Kriterion, Bukarest, 1978 (Kriterion kiskalauz)
- Kutyáskönyv; Kriterion, Bukarest, 1986 (Kriterion kiskalauz)